# Понте ла Торе (Л'Аквила)
Понте ла Торе (итал. Ponte la Torre) је насеље у Италији у округу Л'Аквила, региону Абруцо.
Према процени из 2011. у насељу је живело 22 становника. Насеље се налази на надморској висини од 342 м.